# فيكتور أودورو
فيكتور أودورو (بالإنجليزية: Victor Oduro)‏ هو لاعب كرة قدم غاني، ولد في 27 أبريل 2000.